# SagaCel
SagaCel（サガセル）は、アトムランソリューションズ株式会社が石川県に発行している無料月刊クーポン誌。発行部数は150,000部。毎月20日に発行されており、戸別配布、ラック設置、企業・官公庁への郵送で配布される。